# جافل
جافل  (بالفرنسية: Gare de Javel)، هي محطة قطار فرنسية تقع في الدائرة الخامسة عشرة في باريس وهي تابعة للشركة الوطنية للسكك الحديدية الفرنسية تُخدّمها قطارات الخط C للشبكة الجهوية السريعة في إيل دو فرانس.